# Michaelis-Menten-Theorie
Die Michaelis-Menten-Kinetik beschreibt die Enzymkinetik nach folgendem vereinfachendem Mechanismus: Das freie Enzym bindet zuerst reversibel an sein Substrat. Im gebundenen Zustand (Enzym-Substrat-Komplex) wird das Substrat umgewandelt und das Reaktionsprodukt löst sich vom Enzym. Falls der Zerfall des Komplexes in Enzym und Substrat gegenüber der Bildung des Produkts dominiert, gilt nach Einstellung des Fließgleichgewichts für die reversible Reaktion das Massenwirkungsgesetz und die Michaelis-Menten-Gleichung für die Geschwindigkeit der Gesamtreaktion (Substratverbrauch und Produktbildung) in Abhängigkeit von der Substratkonzentration und weiteren Parametern. Damit kann zum Beispiel die Sättigung der Produktionsgeschwindigkeit von Produkten in enzymatischen Reaktionen erklärt werden.
Die Michaelis-Menten-Kinetik ist nach Leonor Michaelis und Maud Menten benannt, die 1913 verbesserte experimentelle und Auswertungsmethoden für die Enzymkinetik demonstrierten. Die Hypothese für den Mechanismus mit dem Komplex als Zwischenprodukt hatte Adolphe Wurtz bereits 1880 veröffentlicht. Im Jahr 1902 leitete Victor Henri daraus die Michaelis-Menten-Gleichung ab.

## Theoretischer Hintergrund

### Einfache Beschreibung einer enzymatischen Reaktion
Als Biokatalysatoren bilden Enzyme E mit ihrem Substrat S einen Komplex ES (Enzym-Substrat-Komplex), aus dem heraus sich die Reaktion zum Produkt P vollzieht:
{\displaystyle \mathrm {E} +\mathrm {S} \,{\underset {k_{1}'}{\overset {k_{1}}{\rightleftharpoons }}}\,\mathrm {ES} \,{\underset {k_{2}'}{\overset {k_{2}}{\rightleftharpoons }}}\,\mathrm {EP} \,{\underset {k_{3}'}{\overset {k_{3}}{\rightleftharpoons }}}\,\mathrm {P} +\mathrm {E} }
k1 und k’1 sind die Geschwindigkeitskonstanten für die Assoziation (Zusammenlagerung) von E und S bzw. die Dissoziation des Enzym-Substrat-Komplexes ES. k2 und k’2 sind die entsprechenden Konstanten für die Reaktion zum Produkt bzw. die Rückreaktion zum Substrat. k3 und k’3 beschreiben die Dissoziation bzw. Assoziation eines Enzym-Produkt-Komplexes. Diese Rückreaktion ist unter den Bedingungen der Enzymkinetik (kleine Konzentration [P]) vernachlässigbar. Auch ist meist k’2 viel kleiner als k3, sodass die folgende Vereinfachung gerechtfertigt ist:
{\displaystyle \mathrm {E} +\mathrm {S} \,{\underset {k_{1}'}{\overset {k_{1}}{\rightleftharpoons }}}\,\mathrm {ES} \,{\overset {k_{2}}{\rightarrow }}\,\mathrm {P} +\mathrm {E} }
Dieses System lässt sich allgemein durch ein System aus gewöhnlichen Differentialgleichungen beschreiben, welches unter einer der Voraussetzungen [E] >> [S] oder [S] >> [E] näherungsweise analytisch lösbar ist, sonst numerisch. Die Michaelis-Menten-Gleichung gilt unter der weiteren Annahme des Fließgleichgewichtes.

### Fließgleichgewicht
Im Allgemeinen sind Enzyme in der Lage, schwankende Substratkonzentrationen auszugleichen, d. h. sehr schnell ein Fließgleichgewicht („steady state“) dadurch einzustellen, dass sie ihre Tätigkeit dem Angebot anpassen. Dies bedeutet, dass die Konzentration des Enzym-Substrat-Komplexes auf der langsameren Zeitskala, die für den Prozess der Produktbildung gültig ist, konstant bleibt. Es gilt also {\displaystyle {\tfrac {\mathrm {d} [\mathrm {ES} ]}{\mathrm {d} t}}=0.}
Diese Annahme des Fließgleichgewichts wurde von G.E. Briggs und John Burdon Sanderson Haldane entwickelt. Die Michaelis-Menten-Kinetik ist nur unter Annahme dieses Fließgleichgewichts mit einer konstanten [ES] gültig.

### Die Michaelis-Menten-Gleichung

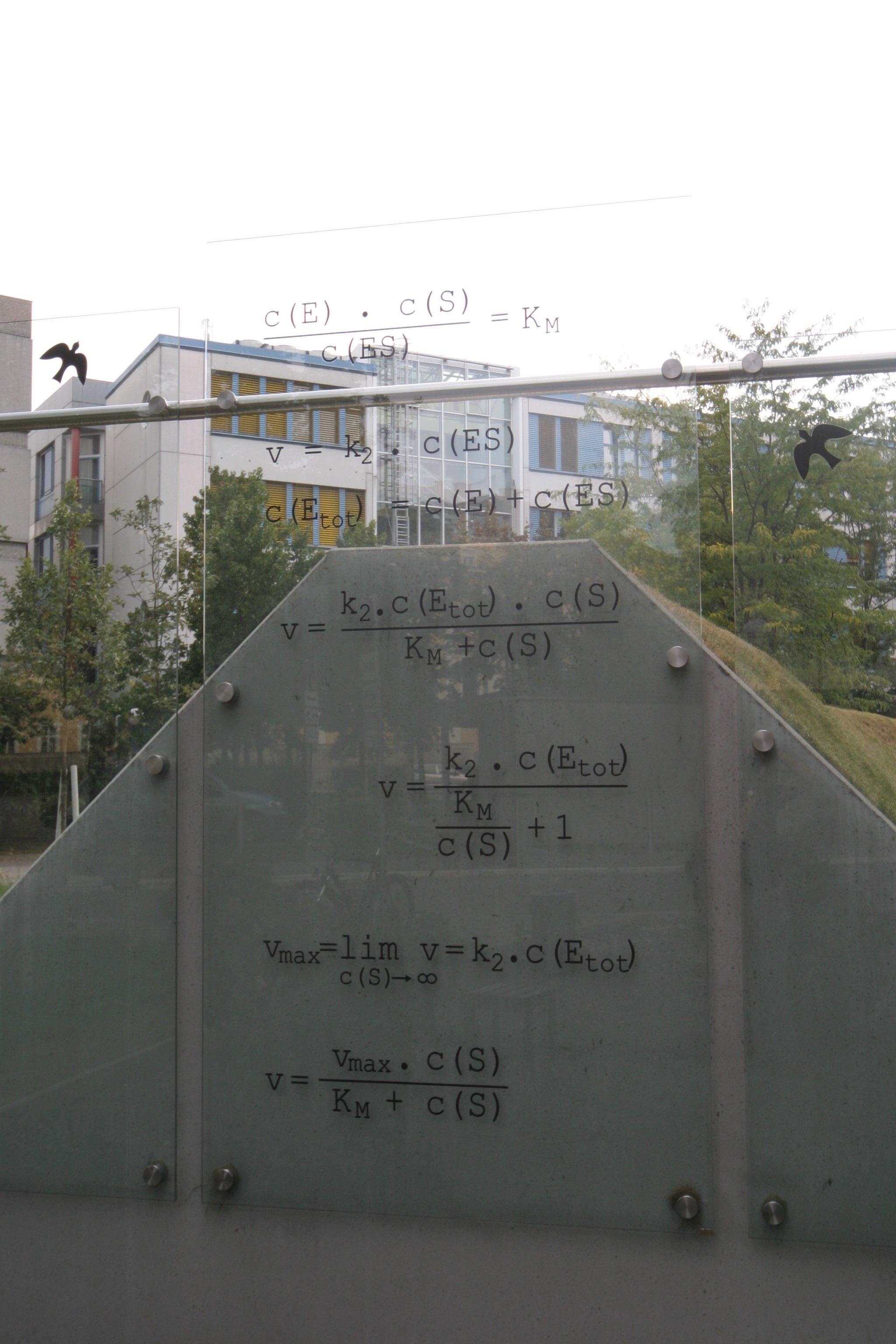
Die Formeln an der Technischen Universität Graz.

Die aus der Reaktionsgleichung abgeleitete Michaelis-Menten-Kinetik lässt sich allgemein darstellen als:
{\displaystyle v_{0}={\frac {v_{\mathrm {max} }\cdot [\mathrm {S} ]}{K_{\mathrm {m} }+[\mathrm {S} ]}}}
v0 gibt hierbei die initiale Reaktionsgeschwindigkeit bei einer bestimmten Substratkonzentration [S] an. vmax ist die maximale Reaktionsgeschwindigkeit.
Eine Kenngröße für eine enzymatische Reaktion ist die Michaeliskonstante Km. Sie hängt von der jeweiligen enzymatischen Reaktion ab. Km gibt die Substratkonzentration an, bei der die Umsatzgeschwindigkeit halbmaximal ist (v = ½·vmax), die also bei Halbsättigung vorliegt. Sie ergibt sich als
{\displaystyle K_{\mathrm {m} }={\frac {k'_{1}+k_{2}}{k_{1}}}}
für den Fall, dass k2 gegenüber k1 nicht vernachlässigt werden kann (Briggs-Haldane-Situation). Ein Spezialfall („Michaelis-Menten-Fall“) ist gegeben, wenn k2 << k’1. Hierbei vereinfacht sich Km zu:
{\displaystyle K_{\mathrm {m} }={\frac {k'_{1}}{k_{1}}}}
Dies entspricht der Dissoziationskonstante des Enzym-Substrat-Komplexes. In diesem Fall kann man Km also als Maß für die Affinität des Enzyms für das Substrat betrachten.
Eine weitere wichtige Größe ist die Wechselzahl kcat, auch molekulare Aktivität oder „turnover number“ genannt. kcat entspricht k2, wenn nur ein einziger chemischer Schritt zur Produktbildung führt. Sind es mehrere Reaktionsschritte, so wird kcat verwendet, um die Geschwindigkeit alle Schritte vom Enzym-Substrat-Komplex zu freiem Enzym und Produkt zusammenzufassen. Aus der Definition der Reaktionsgeschwindigkeit ergibt sich, dass
{\displaystyle v={\frac {\mathrm {d} [\mathrm {P} ]}{\mathrm {d} t}}=k_{\mathrm {cat} }[\mathrm {ES} ]}
und somit
{\displaystyle k_{\mathrm {cat} }={\frac {v_{\mathrm {max} }}{[\mathrm {E} ]+[\mathrm {ES} ]}}}.

### Vereinfachte Herleitung der Michaelis-Menten-Gleichung
Das vorausgesetzte Fließgleichgewicht ermöglicht eine formale Herleitung der Michaelis-Menten-Gleichung aus einer passenden Formulierung des Massenwirkungsgesetzes (das seinerseits auf kinetischen Überlegungen beruht). Hinreichende Voraussetzungen der Herleitung sind:
- die Formulierung {\displaystyle K_{\mathrm {m} }={\frac {[E][S]}{[ES]}}} des Fließgleichgewichts;
- der Zusammenhang {\displaystyle [E]=[E]_{0}-[ES]}; hierbei ist {\displaystyle [E]_{0}} die als konstant angenommene Konzentration des Enzyms insgesamt (d. h. mit oder auch ohne gebundenes Substrat);
- die Proportionalität {\displaystyle {\frac {v_{\text{max}}}{v}}={\frac {[E]_{0}}{[ES]}}}.

Die Vorgehensweise erspart nicht nur (wie die im hier vorangehenden Abschnitt genannten Quelle) die Lösung von Differentialgleichungen, sondern auch die explizite Betrachtung der einzelnen Geschwindigkeitskonstanten {\displaystyle k_{i},k'_{i}}. Ferner macht die genannte Formulierung des Fließgleichgewichts ohne weitere Rechnung verständlich,
- warum eine kleine Konstante {\displaystyle K_{\mathrm {m} }} eine hohe Affinität des Enzyms zum Substrat bedeutet (der Wert des Bruchs fällt bei gegebenem Zähler, wenn der Nenner {\displaystyle [ES]} wächst), und
- warum die Konstante die Dimension einer Konzentration hat.

| Mathematische Herleitung der Michaelis-Menten-Gleichung |
| {\displaystyle [E]=[E]_{0}-[ES]\quad } und {\displaystyle \quad {\frac {v_{\text{max}}}{v}}={\frac {[E]_{0}}{[ES]}}\quad } in {\displaystyle \quad K_{\mathrm {m} }={\frac {[E]\cdot [S]}{[ES]}}\quad } ergibt: {\displaystyle K_{\mathrm {m} }={\frac {([E]_{0}-[ES])\cdot [S]}{[ES]}}=[S]\cdot {\frac {[E]_{0}-[ES]}{[ES]}}=[S]\cdot \left({\frac {[E]_{0}}{[ES]}}-1\right)=[S]\cdot \left({\frac {v_{\text{max}}}{v}}-1\right);\quad \mid :[S]\neq 0\quad \mid +1} {\displaystyle {\frac {K_{\mathrm {m} }}{[S]}}+1={\frac {K_{\mathrm {m} }+[S]}{[S]}}={\frac {v_{\text{max}}}{v}}\quad \mid }Brüche stürzen{\displaystyle \quad \mid \cdot v_{\text{max}}}; {\displaystyle {\frac {v_{\text{max}}\cdot [S]}{K_{\mathrm {m} }+[S]}}=v\quad } (Michaelis-Menten). |

## Sättigung der enzymatischen Reaktion
Im Gegensatz zur Kinetik unkatalysierter Reaktionen gibt es in der Enzymkinetik das Phänomen der Sättigung: bei sehr hohen Substratkonzentrationen kann die Umsatzgeschwindigkeit v nicht weiter gesteigert werden, das heißt, es wird ein Wert vmax erreicht.

K_{m} entspricht der Konzentration, für die v = ½ v_{max} gilt

Die Sättigungsfunktion eines „Michaelis-Menten-Enzyms“ lässt sich unter Verwendung der Parameter Km und vmax wie folgt formulieren:
{\displaystyle v={\frac {v_{\mathrm {max} }\cdot [\mathrm {S} ]}{K_{\mathrm {m} }+[\mathrm {S} ]}}}
Diese Michaelis-Menten-Beziehung ist die Gleichung einer Hyperbel.
| Rechnung zur Klassifikation der Beziehung als Hyperbel |
| Die Hyperbel {\displaystyle \textstyle v={\frac {A}{[S]}}={\frac {v_{\text{max}}\cdot K_{m}}{[S]}}} sei vorgegeben. - Verschiebung um -Km in [S]-Richtung ergibt {\displaystyle v={\frac {v_{\text{max}}\cdot K_{m}}{[S]-(-K_{m})}}={\frac {v_{\text{max}}\cdot K_{m}}{[S]+K_{m}}}={\frac {v_{\text{max}}\cdot K_{m}}{K_{m}+[S]}}} - (Nachfolgende) Spiegelung an der [S]-Achse ergibt: {\displaystyle v=-{\frac {v_{\text{max}}\cdot K_{m}}{K_{m}+[S]}}} - (Nachfolgende) Verschiebung um +vmax in v-Richtung ergibt: {\displaystyle v\quad =v_{\text{max}}-{\frac {v_{\text{max}}\cdot K_{m}}{K_{m}+[S]}}\quad =v_{\text{max}}\cdot \left(1-{\frac {K_{m}}{K_{m}+[S]}}\right)\quad =v_{\text{max}}\cdot {\frac {K_{m}+[S]-K_{m}}{K_{m}+[S]}}\quad ={\frac {v_{\text{max}}\cdot [S]}{K_{m}+[S]}};} da die Michaelis-Menten-Beziehung graphisch durch eine Verkettung von Kongruenzabbildungen aus einer Hyperbelgleichung erzeugt werden kann, ist sie selbst eine Hyperbelgleichung. |

Sie zeigt folgende Eigenschaften (siehe Abbildung):
- Der v-Wert der waagerechten Asymptote entspricht vmax.

| Rechnung zur Bestimmung der Asymptote |
| Der Grenzwert lässt sich mit Ausklammern und Kürzen von {\displaystyle [S]} bestimmen: {\displaystyle \lim _{[S]\to +\infty }{\frac {v_{\mathrm {max} }\cdot [\mathrm {S} ]}{K_{\mathrm {m} }+[\mathrm {S} ]}}\quad =\lim _{[S]\to +\infty }{\frac {v_{\mathrm {max} }\cdot [\mathrm {S} ]}{({\frac {K_{\mathrm {m} }}{[\mathrm {S} ]}}+1)\cdot [\mathrm {S} ]}}\quad =}{\displaystyle \ {\frac {v_{\mathrm {max} }}{0+1}}\quad =v_{\mathrm {max} }} |

- Entspricht die Substratkonzentration [S] dem Km-Wert, so liegt die Hälfte des ursprünglich vorhandenen Enzyms E in Form des Enzym-Substrat-Komplexes ES vor, die andere Hälfte ist frei: [ES] = [E] = ½[E]0.

Verallgemeinerung: Ist die Substratkonzentration [S] das {\displaystyle \textstyle 0<a}-fache von Km, so ist die Umsatzgeschwindigkeit {\displaystyle v} das {\displaystyle \textstyle {\frac {a}{a+1}}}-fache von {\displaystyle v_{\text{max}}}; weiter ist dann [ES] das {\displaystyle \textstyle {\frac {a}{a+1}}}-fache von [E]0, und das {\displaystyle \textstyle {\frac {1}{a+1}}}-fache von [E]0 ist freies Enzym (Konzentration [E]). Mit {\displaystyle \textstyle a=1} folgen für [S] = KM die im Abschnitt "Die Michaelis-Menten-Gleichung" genannte halbmaximale Umsatzgeschwindigkeit sowie auch "[ES] = [E] = ½[E]0".
| Rechnung zur Herleitung der genannten Beziehungen |
| Einsetzen von {\displaystyle \quad [S]=a\cdot K_{\mathrm {m} }\Leftrightarrow K_{\mathrm {m} }={\frac {[S]}{a}}\quad } in {\displaystyle \quad v={\frac {v_{\mathrm {max} }\cdot [\mathrm {S} ]}{K_{\mathrm {m} }+[\mathrm {S} ]}}\quad } ergibt: {\displaystyle v=\quad {\frac {v_{\mathrm {max} }\cdot [\mathrm {S} ]}{{\frac {[S]}{a}}+[S]}}\quad =\quad {\frac {v_{\mathrm {max} }\cdot [\mathrm {S} ]}{({\frac {1}{a}}+1)\cdot [S]}}\quad =\quad {\frac {v_{\mathrm {max} }}{\frac {1+a}{a}}}\quad =\quad v_{\mathrm {max} }\cdot {\frac {a}{a+1}}}; für die folgenden Umformungen werden Beziehungen aus dem Abschnitt „Vereinfachte Herleitung der Michaelis-Menten-Gleichung“ verwendet. - Gleichsetzen mit {\displaystyle \quad {\frac {v}{v_{\mathrm {max} }}}={\frac {[ES]}{[E]_{0}}}\quad \Leftrightarrow \quad v=v_{\mathrm {max} }\cdot {\frac {[ES]}{[E]_{0}}}\quad } ergibt: {\displaystyle v_{\mathrm {max} }\cdot {\frac {[ES]}{[E]_{0}}}\quad =\quad v_{\mathrm {max} }\cdot {\frac {a}{a+1}};\quad \mid :v_{\mathrm {max} }\quad \mid \cdot [E]_{0}} {\displaystyle [ES]=[E]_{0}\cdot {\frac {a}{a+1}}}; Einsetzen in {\displaystyle [E]=[E]_{0}-[ES]} ergibt: {\displaystyle [E]\quad =\quad [E]_{0}-[E]_{0}\cdot {\frac {a}{a+1}}\quad =\quad [E]_{0}\cdot \left(1-{\frac {a}{a+1}}\right)\quad =\quad [E]_{0}\cdot {\frac {a+1-a}{a+1}}\quad =\quad [E]_{0}\cdot {\frac {1}{a+1}}}; |

- Da die Sättigung asymptotisch angenähert wird, sind hierzu Substratkonzentrationen erforderlich, die mehr als dem zehnfachen Km-Wert entsprechen. Im Umkehrschluss gilt: Hat man für ein Enzym eine Sättigungshyperbel gemessen, d. h. die Umsatzgeschwindigkeit v als Funktion der Substratkonzentration [S] bestimmt, so lassen sich daraus vmax (die Aktivität) und Km (die reziproke Affinität) ableiten. Ein relativ neues, einfaches und doch präzises Verfahren zu diesem Zweck ist die direkt-lineare Auftragung (siehe Enzymkinetik und S-System).

## Inhibitoren und ihr Einfluss auf die Michaelis-Menten-Kinetik
Inhibitoren, darunter wichtige Medikamente und Gifte, ändern die Eigenschaften von Enzymen und hemmen die enzymatische Reaktion.
Aktivatoren erhöhen die enzymatische Aktivität eines Enzyms.
Man kann Inhibitoren in verschiedene Klassen unterteilen (siehe dazu: Enzymhemmung). Je nach Wirkungsweise des Inhibitors, hat dieser einen unterschiedlichen Einfluss auf die Michaelis-Menten-Gleichung:
- „kompetitive“ Inhibitoren erhöhen den Km-Wert, verändern vmax jedoch nicht.
- „unkompetitive“ Inhibitoren (selten anzutreffen) binden spezifisch an den Enzym-Substrat Komplex. Sie senken vmax und den scheinbaren Km-Wert.
- Inhibitoren vom Mischtyp erhöhen den Km-Wert und verringern vmax
- als Sonderfall des Mischtyps hat der „nichtkompetitive“ Inhibitor zu gelten, der ausschließlich den vmax-Wert senkt und den Km-Wert unverändert lässt. Bei Einsubstrat-Enzymen kommt dieser Typus nicht vor.